# Putat Jaya
Putat Jaya is een bestuurslaag in het regentschap Soerabaja van de provincie Oost-Java, Indonesië. Putat Jaya telt 41.390 inwoners (volkstelling 2010).